# Castello Visconteo (Abbiategrasso)
Il Castello Visconteo di Abbiategrasso, di matrice duecentesca, fu eretto a partire dal 1381 da Gian Galeazzo Visconti e fatto abbellire dopo il 1438 da Filippo Maria Visconti. Venne strategicamente costruito in asse con il Naviglio Grande e con la strada di collegamento Milano-Vigevano.

## Storia
Prime tracce della presenza di una fortificazione ad Abbiategrasso risalgono all'XI secolo quando l'arcivescovo Ariberto da Intimiano nel suo testamento parla della presenza di un castello nel borgo. Nel 1167, il castello fu attaccato e conquistato da Federico Barbarossa. Il castello appartenne all'arcidiocesi milanese fino alla morte dell'arcivescovo Giovanni Visconti, quando la fortezza passò nelle mani della famiglia di quest'ultimo.
L'originario fortilizio, venne ampiamente modificato per intervento dei Visconti (in particolare, quello di Gian Galeazzo) i quali, dopo aver ottenuto la signoria di Milano, iniziarono i lavori di ampliamento e restauro della struttura a partire dal 1381 (o 1382). Il castello, una volta completato, divenne residenza estiva di alcune duchesse come Bianca di Savoia e Beatrice di Tenda, motivo per cui la rocca venne ingentilita al proprio interno, affrescata e munita di bifore di stile rinascimentale, tratti che donarono alla struttura l'aspetto di una residenza estiva più che di una fortezza medioevale. Al castello di Abbiategrasso, dal suo matrimonio con Galeazzo Sforza nel 1468, risiedette la duchessa consorte Bona di Savoia e sempre qui nel 1469 nacque il duca di Milano Gian Galeazzo Sforza.
Malgrado questo, il castello fu chiamato a svolgere un ruolo di primaria importanza nella vita politica del Ducato di Milano per tutto il XV secolo sino al 1635, quando la struttura perse la sua importanza.
Il castello venne quindi smantellato a partire dal 1668 per ordine del Governatore di Milano per impedire che esso cadesse nelle mani dei francesi durante gli scontri. Successivamente i resti del castello furono adibiti a residenza privata sino al 1865 quando il complesso venne donato dai proprietari alla cittadinanza per essere adibito, in un primo momento a scuola e poi per essere utilizzato come sede di alcune associazioni del territorio abbiatense.

## Descrizione

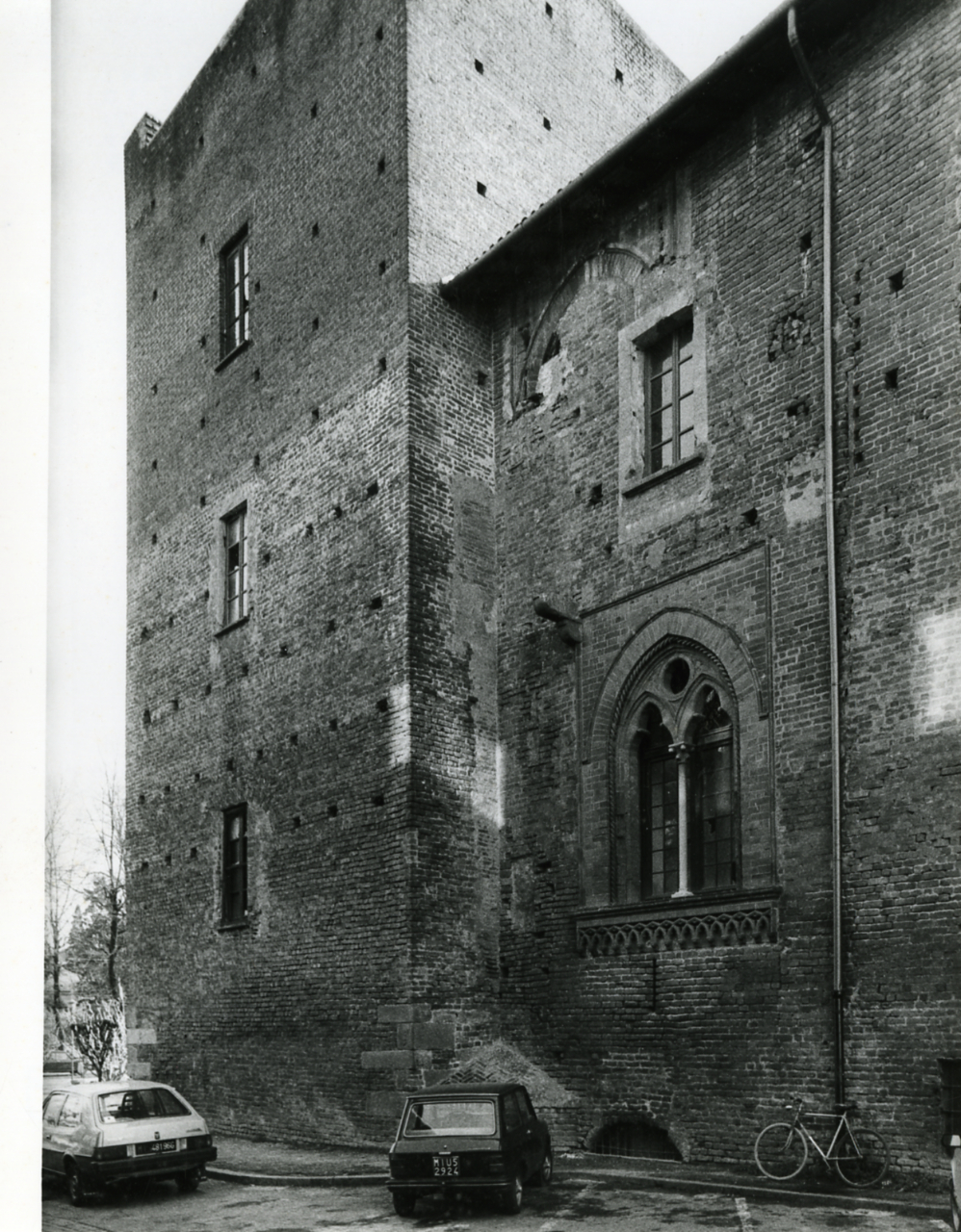
Il Castello Visconteo fotografato da Paolo Monti (1980)

Nel 1995 la struttura del castello è stata completamente restaurata, recuperando anche gli antichi affreschi e i graffiti, inaugurandovi anche la biblioteca civica intitolata a Romeo Brambilla.
La struttura del castello è molto semplice, a pianta quadrangolare, circondata da un fossato, con torri poste agli angoli del medesimo, ma dotata anche di un gustoso cortile porticato in stile. Malgrado questo la struttura è molto differente dall'originaria: ovunque si vedono i segni degli interventi di consolidamento adoperati dai proprietari nel corso dei secoli.
Gli interni sono arricchiti da affreschi originali di diverse epoche, ove è possibile leggere anche il motto visconteo "A bon droit". Curiosa è anche l'ala est, ultimo piano, un tempo destinata a carcere, dove ancora si possono ammirare i graffiti dei prigionieri che vi furono rinchiusi.